# Branson (Colorado)
Branson è un comune degli Stati Uniti d'America facente parte della Contea di Las Animas nello stato del Colorado.

## Geografia fisica

### Territorio
La città si estende su 0,6 Km², corrispondenti a 0,2 miglia quadrate. Essa comprende esclusivamente terra (0,6 Km², cioè 0,2 miglia quadrate), e non comprende acqua (0,0 Km², cioè 0,0 miglia quadrate).

### Posizione geografica
Il paese più vicino è situato nello Stato del Nuovo Messico, ed è Folsom, che dista 19 km da Branson, mentre la città più vicina è Raton, che dista 47 km da Branson ed è anch'essa nel Nuovo Messico.

## Storia
Il primo nome della città è stato Wilson o Wilson Switch. Poi è stata rinominata in Coloflats.
L'attuale nome della città (Branson) prende il nome da Josiah F. Branson, che ha inserito la città nello United States Census Bureau.

## Infrastrutture e trasporti
Nel 1915 è stato creato un ufficio postale, e nel 1918 il suo nome è stato cambiato in Branson. Nella città sono state costruite 37 case, in media una ogni 2,08 persone.

## Società

### Evoluzione demografica
Nel 2000 c'erano 77 persone, suddivise in 24 famiglie (ogni famiglia è composta in media da 3,2 persone) residenti in città. Il reddito pro capite è di 14993 $. Una stima del 2006 dichiara che la popolazione è aumentata di due unità, portando a 79 gli abitanti della città.